# Klaus Mellenthin

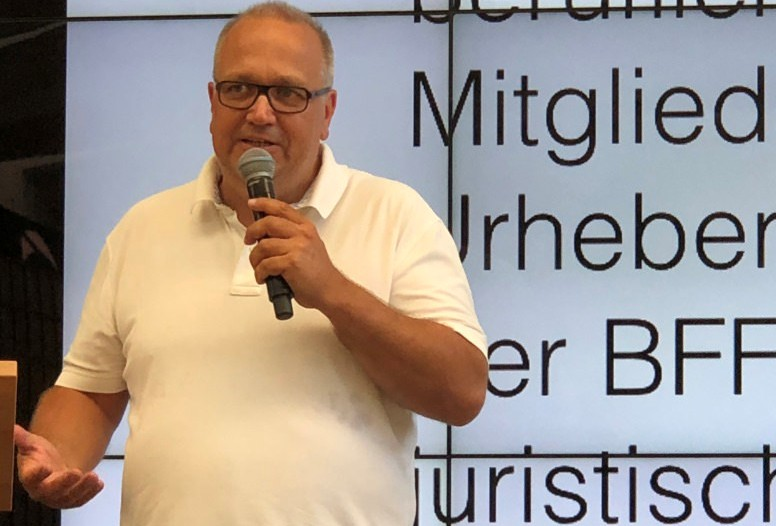
Klaus Mellenthin BFF Vortrag, Zingst 2018

Klaus J. A. Mellenthin (* Dezember 1969 in Stuttgart) ist ein deutscher Fotograf; von 2018 bis 2020 war er Vorstandsmitglied des BFF.

## Leben
Mit Beendigung des Friedrich-Eugens-Gymnasiums Stuttgart nahm Mellenthin zunächst ein Praktikum bei dem Fotojournalisten Uli Kraufmann auf. Anschließend leistete er Zivildienst. In dieser Zeit war er als Fotoreporter für die Stuttgarter Nachrichten in den Ressorts Lokales, Region und für das neugegründete Stadtmagazin Lift tätig. Für die Fachausbildung zum Fotografen besuchte er ab 1991 die Johannes-Gutenberg-Schule Stuttgart und absolvierte die integrierte Praxis-Zeit bei pro-studios.
Nach erfolgreichem Abschluss assistierte er zunächst verschiedenen Fotografen vor allem in Paris und entschied sich, den Beruf des freischaffenden Fotografen in Deutschland auszuüben. Zu seinen ersten Kunden zählen Henkel im Bereich der Do-it-yourself-Produktlinien und der Motor Presse Stuttgart Verlag. Im Jahre 2000 zog Mellenthin für vier Jahre nach Barcelona und im Jahre 2008 für drei Jahre nach Paris; im Anschluss arbeitete er für ein knappes Jahr in London. Nach mehrjähriger Berufserfahrung im Ausland arbeitete er zunächst von Stuttgart, seit 2013 von Berlin aus.

## Tätigkeit
Mit freien Arbeiten zunächst in New York City, Los Angeles, Kairo und Barcelona über Architektur, urbane Räume und gesellschaftliche Themen machte Mellenthin sich einen Namen in den Bereichen Mode, Street Life und Porträt. Während seiner Zeit in Paris kamen – neben Aufnahmen für die Musik-, Mode- und Reisebranche in Marokko (Paris Match, Illy Magazin und Madame) – Fotoreportagen in Uganda, Ägypten und Kirgisien hinzu. Hierbei verband er die Porträt-, Werbe- und Industriefotografie mit dokumentarischen Motiven jenseits kommerzieller Glitzerwelten.
Die Firma Rodenstock-Fotooptik porträtierte ihn im Jahr 2009 als Fotograf des Monats mit drei Bildstrecken zu den Bereichen Stadtlandschaften, Hamburg 2005 und Stadtbilder. Zitat Mellenthin: „Mich fesseln Menschen und ihre Geschichten, mich faszinieren Städte und ihre Vielfalt, ich stelle mich Gegensätzen und Rätseln. Was zeigen also meine Fotos? Ganz einfach: Das Leben. Nicht mehr und nicht weniger.“ Im Jahr 2010 wurde er von der BFF-Gutachterkommission in den renommierten Bund Freischaffender Foto-Designer aufgenommen. Im selben Jahr erhielt er den Deutschen Preis für Wissenschaftsfotografie in der Kategorie Einzelbild. Seit 2012 ist er zudem Mitglied der englischen Association of Photographers (AOP), London. Für die Stiftung Auge in München war er im Jahr 2013 Mitglied der Jury für den Fotowettbewerb: Sehen im Fokus. Ebenfalls in die Fachjury berufen war er im Rahmen des Andreas Feininger Fotowettbewerbs 2013 der Städtischen Museen Heilbronn.
Bis heute arbeitet er im Spannungsfeld von freier und angewandter Fotografie und verbindet Street Photography bzw. seine dokumentarischen Aufnahmen auch mit teilinszenierten Momenten, die bis zu Bewegtbildern führen. Mellenthin präferiert dabei die präzise Sichtweise der Fine Art-Techniken und setzt sich vor dem eigentlichen Fototermin mit dem Motiv bzw. dem zu porträtierenden Menschen auseinander. Seine Arbeiten spiegeln weniger eine retuschierte, digitale Abbildung als den menschlichen Kontakt zum grundsätzlich immer individuellen Motiv wider.
Klaus J. A. Mellenthin arbeitet international in den Kategorien Porträt, Reise, Architektur sowie für die Industrie- und Kommunikationsbranche. Für Kampagnen zu Hilfsprojekten reiste er für das St. Moses Children Care Center nach Uganda, für Misereor nach Burkina Faso und in die Favelas von Belo Horizonte nach Brasilien sowie nach Vietnam.
Mellenthin engagiert sich in Corporate Social Responsibility Kampagnen, Sozial-Reportagen und gesellschaftspolitischen Projekten. Im ersten Jahr der COVID-19-Pandemie reiste er 2020 für Nichtregierungsorganisationen nach Afrika und Nahost und fotografierte im Senegal und Libanon. Anfang 2021 fotografierte und filmte er im Auftrag des Stuttgarter Ausbilders Becon im Kosovo und Albanien für ein Projekt der Europäischen Union gegen Rassismus in der Pflege.
Als Rückblick auf seine Arbeiten auf dem afrikanischen Kontinent erschien 2021 das Fotobuch True Stories Afrika. Zusätzlich zu Mellenthins fotografischem Werk aus 20 Jahren dokumentarischer Fotografie in sieben Ländern Afrikas, enthält der großformatige Farbbildband hintergründige Texte von der Journalistin Susanne Kaiser, dem Schriftsteller und Zeichner Christoph Peters und dem Vorstandsvorsitzenden von Misereor, Pirmin Spiegel.
Außerdem ist Klaus Mellenthin spezialisiert auf Porträts von Persönlichkeiten des Zeitgeschehens wie Künstler, Politiker und Unternehmerpersönlichkeiten. Seine Fotografie verbindet eine klare, plakative Bildsprache mit einer dokumentarischen Authentizität. Neben seiner angewandten Fotografie entwickelt Klaus Mellenthin kontinuierlich ein künstlerisches Werk, in dem er sich mit der Positionierung des Menschen in der Gesellschaft auseinandersetzt.

## Ehrenamtliche Tätigkeit
Im März 2018 wurde Klaus Mellenthin in den Vorstand des BFF gewählt und vollendete die Erweiterung der ursprünglich auf klassische Fotografie beschränkten Definition zum Berufsverband Freie Fotografen und Filmgestalter e. V. Im Weiteren bestanden seine Aufgaben in der Vernetzung des BFF mit Politik und Zivilgesellschaft sowie in der Vertretung des Verbandes mittels Vorträgen, Ausstellungen, Fachseminaren u. a. im Rahmen des jährlichen, international renommierten Fotofestivals „Horizonte“ auf der Ostseehalbinsel Zingst, der Photokina in Köln und im Ausland bis hin zu Seminaren für Fotokünstlerinnen und -Künstler in der Volksrepublik China. 2019 entschied sich der aus vier Personen besetzte Vorstand, gemeinsam Platz für neue Gesichter zu schaffen und verzichtete auf seine weitere Kandidatur ab 2020.

## Auszeichnungen
- Rodenstock-Fotooptik 2009: Fotograf des Monats, drei Bildstrecken
- BFF (professional) 2010: aufgenommen
- Bild der Wissenschaft (bdw) 2010: Deutscher Preis für Wissenschaftsfotografie, Kategorie Einzelbild
- Association of Photographers (AOP) 2012: aufgenommen
- ADC Shortlist 2015: Kategorie CRAFT/Fotografie
- European Architectural Photography Prize 2019: Joyful Architecture
- Deutsche Gesellschaft für Photographie 2019: Berufung in die DGPh
- LFI Leica 2020: Master Shot Thomas Hoepker
- LFI Leica 2020: Master Shot Nelson Müller
- AOP Award 2020: Finalist Single Image Environment
- AOP Award 2020: Finalist Series Portrait
- AOP Award 2020: Finalist Single Image Photojournalism

## Ausstellungen, Veröffentlichungen (Auswahl)
- 1999 Urbane Räume, Fotoserie
- 2000 Urbane Wasser, Fotoserie
- 2000 Der Schattenring, Ausstellung, Designer-Saturday, SCHAPP – der Effektenraum
- 2002 LA – CAIRO (die Zeit während des Zweiten Irakkrieges), freie Arbeit
- 2003 Urbane Räume, Ausstellung, Fotosommer Stuttgart, Treffpunkt Galerie, Stuttgart
- 2003 Contest-Caraoke / Das Deutsche Handwerk, Galerie Rainer Wehr, (Gruppenausstellung) Stuttgart
- 2004 HH1.0 – HH2.1, Freie Arbeit
- 2006 Galerie Buch und Bär, (Gruppenausstellung) Stuttgart
- 2007 Die Weissenhofer, der Weissenhof liegt im Walistal, (Gruppenausstellung) Städtische Galerie Reutlingen
- 2007 Sterne des Südens, Uganda St. Moses Children’s Care Centre, Siegel Konzeption, Stuttgart
- 2008 Die Weissenhofer – Satelliten, Künstlerhaus Dortmund in Kooperation mit dem Museum am Ostwall, Dortmunder Kunstverein
- 2008 Afrika Hautnah – Uganda, Rathaus Stuttgart, eingebettet in Stuttgartnacht
- 2009 Afrika Hautnah – Uganda, Festival Du Grand Cerf, Paris
- 2009 Die Weissenhofer: Die Ägyptenreise, Flottmann-Hallen, Herne (Katalog)
- 2009 Die Weissenhofer: Die Ägyptenreise, E-Werk, Freiburg
- 2010 Sicherheit geht alle an, (Gruppenausstellung) Rathaus Stuttgart
- 2010 Fokus 0711: Kult, Die Weissenhofer, (Gruppenausstellung) Württembergischer Kunstverein, Fotosommer Stuttgart Sonderschau
- 2010 Gegenlicht21, (Gruppenausstellung) Württembergischer Kunstverein
- 2011 Radical Research – Die Wurzeln der Wissenschaft, Die Weissenhofer, (Gruppenausstellung) Ulmer Museum
- 2011 Blues für den blauen Planeten, (Gruppenausstellung) BFF, Stern, Kodak, Leica im Haus der Wirtschaft, Stuttgart
- 2012 The Final Show, Galerie ak1, (Gruppenausstellung) Stuttgart
- 2012 Radical Research – Die Wurzeln der Wissenschaft, Die Weissenhofer, (Gruppenausstellung) Galerie der Stadt Backnang
- 2012 Gürtellinien, Galerie Schacher, (Gruppenausstellung) Stuttgart
- 2012 Freiheit, Gleichheit, Solidarität. Bertelsmann-Stiftung 2012, ISBN 978-3-86793-345-2.
- 2013 Freedom – a photographic essay (Online Exhibition) AOP
- 2013 Das Antlitz! (Gruppenausstellung) Württembergischer Kunstverein
- 2014 Mensch - inszenierte Fotografie, (Gruppenausstellung) Galerie für Fotografie, Neuköllner Leuchtturm, Berlin
- 2014 6. Aufschlag, (Gruppenausstellung) BFF Ausstellung, Hamburg
- 2015 Mock, (Gruppenausstellung) Galerie für Fotografie Neuköllner Leuchtturm. Berlin
- 2015 7. Aufschlag, (Gruppenausstellung) Rindermarkthalle, Hamburg
- 2015 Wildcard, BFF Ausstellung, Hamburg, Düsseldorf, Stuttgart, Leipzig, Berlin
- 2015 Augenweite, (Gruppenausstellung) Galerie Schacher, Stuttgart
- 2015 Triebwerk, BFF Ausstellung, Großer Spinnerei-Rundgang, Leipzig
- 2015 Triebwerk, BFF Ausstellung, Bikini-Berlin, Berlin
- 2015 Das Passagenwerk, (Gruppenausstellung) Die Weissenhofer, Klett-Passage, Stuttgart
- 2015 Celebration, (Gruppenausstellung) AOP-Ausstellung, London
- 2016 Unpublished, (Gruppenausstellung) Barlach Halle K, Hamburg
- 2016 Sven-Thorsten, (Gruppenausstellung) RETOX Warteraum, Stuttgart
- 2016 Novelle, (Gruppenausstellung) Kunstverein Tiergarten, Berlin
- 2016 Reduktion, (Gruppenausstellung) Kant-Garagen Palast, Berlin
- 2017 From Dusk Till Dawn, (Gruppenausstellung) BFF Pop-Up-Gallery, Berlin
- 2017 Uncomissioned, (Gruppenausstellung) Barlach Halle K, Hamburg
- 2017 RAW - the decisive Moment, (Gruppenausstellung) Photo Weekend, Düsseldorf
- 2017 Sicht·wei·se, (Gruppenausstellung) BFF Photoweeks, Haus der Wirtschaft, Stuttgart
- 2018 Transmission, (Gruppenausstellung) Chinese Art Photography Festival, Sanmenxia, China
- 2018 Reverse Forward, (Gruppenausstellung) Europäischer Monat der Photographie, EMOP, Kulturbrauerei, Berlin
- 2018 Das musste sein, (Gruppenausstellung) Barlach Halle K, Hamburg
- 2018 Black, (Gruppenausstellung) Photokina, Köln
- 2019 Your Signature - Das bleibt, (Wander-Gruppenausstellung) 50 Jahre BFF, Stuttgart, Berlin, Hamburg
- 2019 Peking Berlin. Geschichten aus China, (Gruppenausstellung) Pop Up Gallery, Bikini-Haus, Berlin
- 2020 Erste Direkte Auktion - Chapter 4 - Serendipity Now, Galerie Die Ganze Freiheit, Berlin
- 2020 Close By, (Gruppenausstellung) Europäischer Monat der Photographie (EMOP), Brandenburger Tor, Berlin
- 2021 True Tales, Leica Galerie, Stuttgart

## Vorträge, Vorlesungen, Seminare (Auswahl)
- 2013 Stiftung Auge, Jury-Mitglied beim Foto-Wettbewerb, Kunst-Auktion; zudem Wahl zum Regionalvorstand der BFF Region Berlin
- 2017 Social Campaigning, Photography Lab / Olympus Perspective Playgrounds, Berlin
- 2018 Social Campaigning, Professional Stage, Photokina, Köln
- 2018 Social Campaigning, BFF Triebwerk, Berlin
- 2018 Social Campaigning, NRW-Forum, Düsseldorf
- 2018 About Photography - Soft Skills, Moderation Podiumsdiskussion, Photokina, Köln
- 2018 Chinese Photography Art Festival, Sanmenxia, China
- 2019 Bilderkriegerin Anja Niedringhaus, anlässlich ihres 5. Todestages, Käthe Kollwitz Museum, Köln
- 2019 BFF Förderpreis, Umweltfestival, Zingst
- 2019 Master Tape: Thomas Hoepker, Berlin
- 2019 NOIR, Ausstellung im Haus der Wirtschaft Baden-Württemberg, Stuttgart
- 2019 Thomas Billhardt: Aufnahme in die Hall of Masters, 50 Jahre BFF, Veranstaltung und Ausstellung, Stuttgart
- 2019 The radical change, Photography Museum Lishui, China
- 2019 Portraiture, Rencontres d’Arles, Arles, Frankreich
- 2019 Klaus Mellenthin: Fotografía de retrato, Veranstaltung im Auftrag der Leica Camera AG, Barcelona, Spanien
- 2020 Claus Rudolph: Voll-Fett-Lecker, Leica-Galerie, Stuttgart
- 2020 Die radikal veränderte Wahrnehmung von Fotografie, tPIC (the Professional Imaging Conference), München